# Emirato di Dubai
L'Emirato di Dubai (in arabo إمارة دبيّ‎?, Imārat Dubayy) è uno dei sette emirati dello Stato degli Emirati Arabi Uniti. L'emirato, la cui capitale è la città di Dubai, ha la più grande popolazione ed è il secondo più grande emirato per area dopo l'emirato di Abu Dhabi. Secondo la legislazione nazionale, inoltre, tali due emirati sono gli unici ad avere potere di veto riguardo a questioni critiche di rilevanza nazionale. Dal 2006 l'emiro di Dubai è Mohammed bin Rashid Al Maktum.

## Storia
L'8 gennaio 1820 il decimo sceicco di Dubai fu tra i firmatari di un trattato di pace sponsorizzato dai britannici (the General Maritime Treaty).
Nel 1833, la famiglia Āl Maktūm, appartenente alla tribù dei Banu Yas, lasciò Abu Dhabi e prese il controllo di Dubai "senza resistenza". Da quel momento, il nuovo emirato di Dubai mantenne relazioni difficili con il vicino emirato di Abu Dhabi. Nel 1833, un tentativo dei Qawāsim di prendere la città venne sventato. Nel 1835, Dubai e gli altri emirati siglarono una tregua marittima con il Regno Unito. Due decenni più tardi, sempre con i britannici venne firmata una "Tregua perpetua".
Con un accordo del 1892, Dubai divenne protettorato britannico, tutelandosi così contro le mire dell'Impero ottomano. Dubai, come quattro degli emirati vicini (Abu Dhabi, Ras al-Khaima, Sharja e Umm al-Qaywayn) aveva infatti una posizione strategica sulle rotte per l'India e ciò interessava molto all'Impero britannico. Nel marzo 1892, a seguito degli accordi, gli emirati furono quindi denominati "Stati della Tregua". A differenza dei loro vicini, gli emiri di Dubai incoraggiarono il commercio e i traffici. La città e il suo porto richiamarono un gran numero di uomini d'affari, soprattutto indiani, che si stabilirono nell'emirato. Fino agli anni trenta del XX secolo, la città fu conosciuta per le sue esportazioni di perle.

Dopo la svalutazione della Rupia del Golfo nel 1966, Dubai si unì al Qatar, appena indipendente, per dare corso a una nuova moneta, il riyāl. Importante fu la scoperta del petrolio, a 120 chilometri dalla costa. Il 2 dicembre 1971, dopo il disimpegno britannico dal Golfo Persico, Dubai costituì gli Emirati Arabi Uniti assieme ad Abu Dhabi e ad altri cinque emirati. Nel 1973 Dubai e gli altri emirati adottarono una moneta comune, il dirham. Dubai mantenne la sua importanza come centro di commerci durante gli anni settanta e ottanta, divenendo un punto di richiamo per le aziende estere.

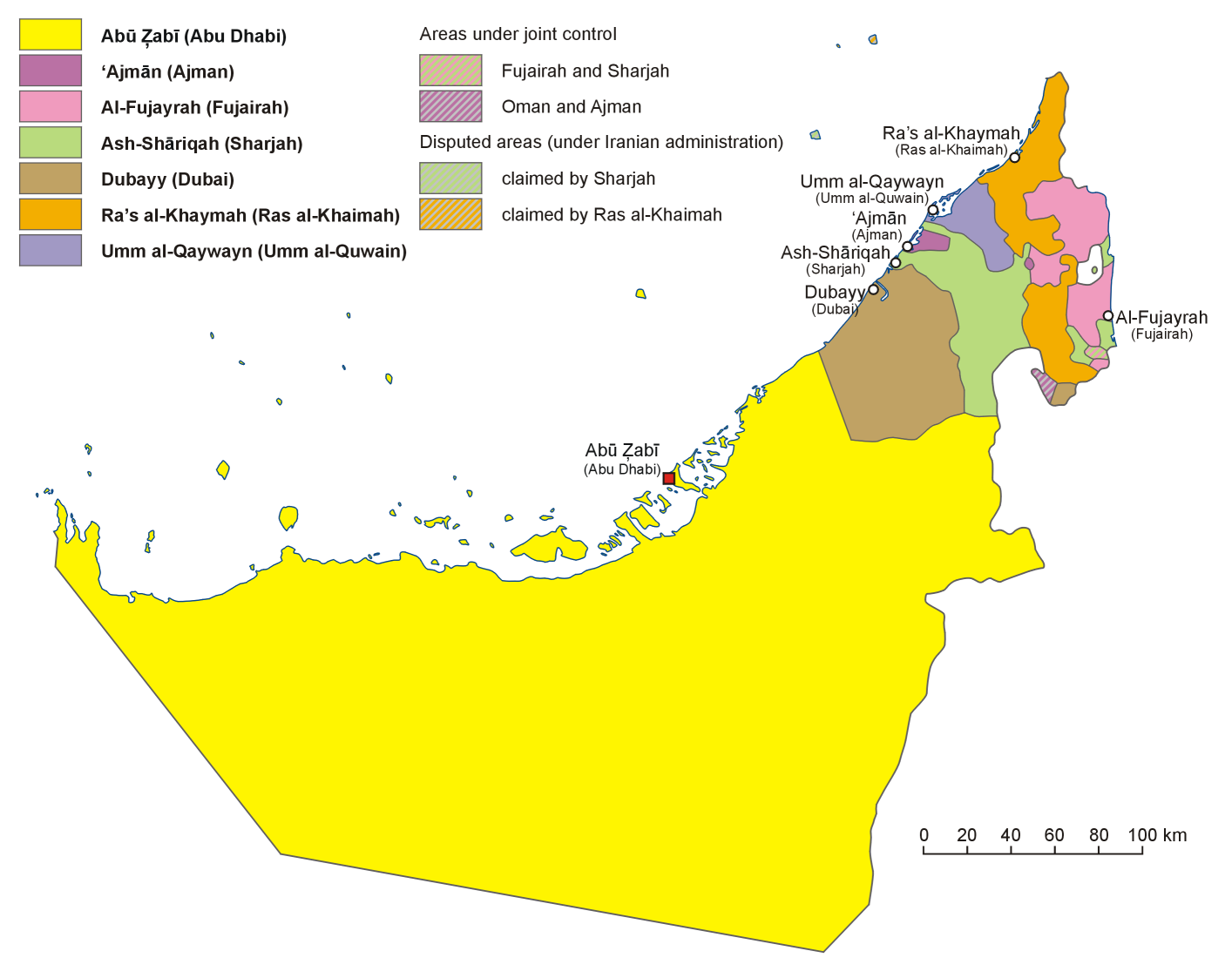
L'emirato di Dubai (in marrone)